# Sarotherodon lohbergeri
The leka keppe (Sarotherodon lohbergeri) là một loài cá thuộc họ Cichlidae. Nó là loài đặc hữu của Cameroon.